# Operation Cornflakes

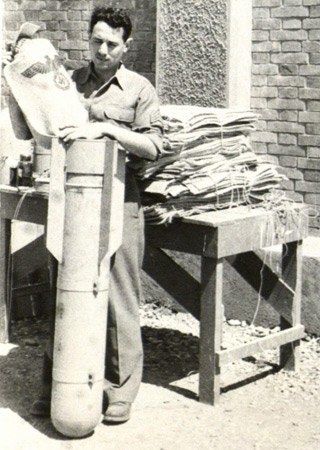
Beladen einer "Bombe" mit gefälschten Postsäcken im Rahmen der Operation "Cornflakes". In der Regel wurden die Postsäcke jedoch ohne "Bombenverpackung" über den Zügen abgeworfen.

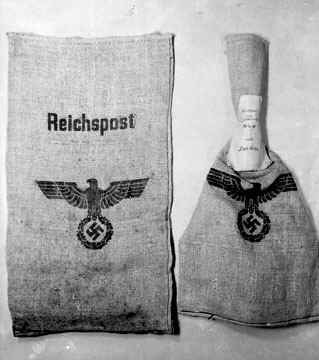
Von der OSS gefälschte Postsäcke, die über den Postzügen abgeworfen worden sind.

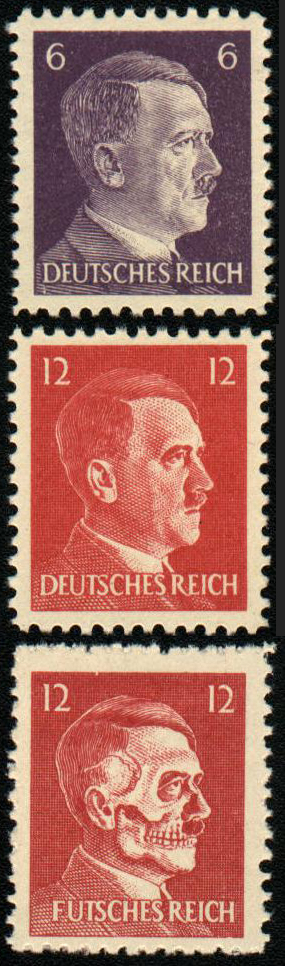
Drei von der OSS gefälschte Briefmarken für die "Operation Cornflakes". Frankiert wurde mit den beiden oberen, die untere lag den Briefen bei.

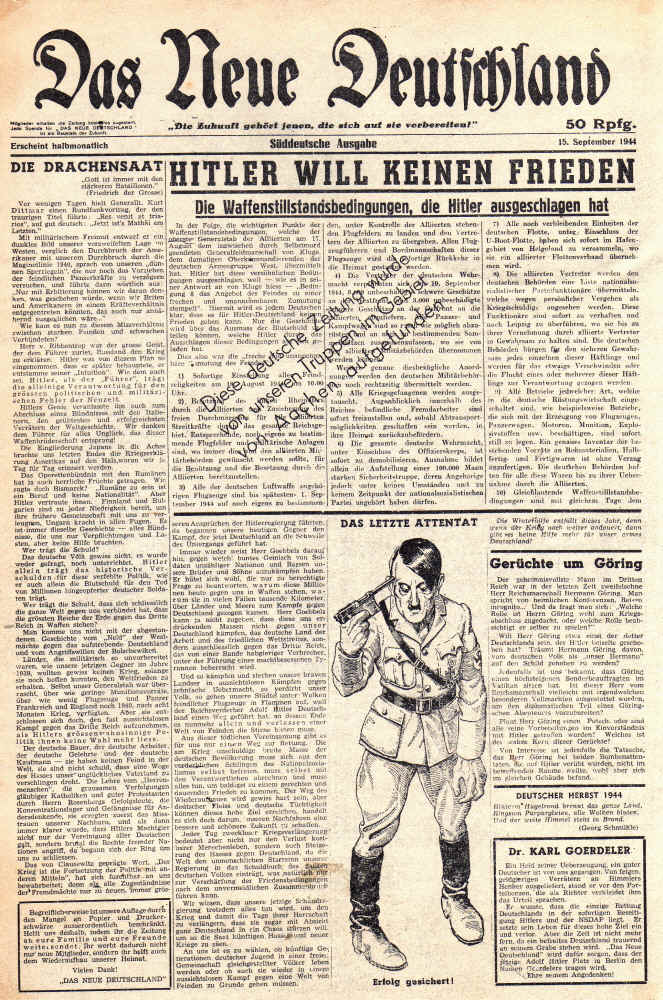
Ausgabe der Propagandazeitschrift "Das Neue Deutschland", die häufig in gefälschten OSS-Briefen zu finden war.

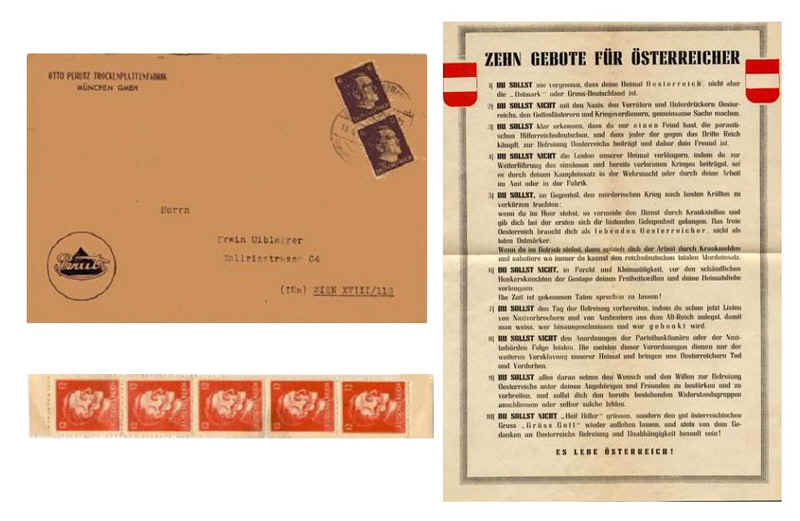
Gefälschter OSS-Brief mit Inhalt

Die Operation Cornflakes war eine Maßnahme operativer Information, die während des Zweiten Weltkrieges zwischen 1944 und 1945 vom amerikanischen Office of Strategic Services (OSS) geplant und durchgeführt wurde. Ziel war es, die Reichspost im nationalsozialistischen Deutschland durch eine List dazu zu bringen, deutschen Bürgern unwissentlich Anti-Nazi-Propaganda zuzustellen.
Dazu wurden spezielle Flugzeuge angewiesen, säckeweise gefälschte, jedoch korrekt (mit Adressen aus Telefonbüchern) adressierte Briefe in der Nähe bombardierter Postzüge abzuwerfen. Man hoffte, dass die Reichspost bei den Aufräumarbeiten in der Nähe der Einschlagsstelle die falschen Sendungen irrtümlich miteinsammeln und den Adressaten zustellen würde. Die so präparierten Sendungen waren mit von der OSS gefälschten 6- beziehungsweise 12 Pfennig Hitler-Marken frankiert und falsch abgestempelt worden, so dass diese bei oberflächlicher Betrachtung als gewöhnliche Postsendungen angesehen werden sollten. Alle Briefmarken sowie die gefälschten Postsäcke wurden auf einem OSS-Gelände in Rom hergestellt.
Die entsprechenden Briefe enthielten oft Ausgaben der Propagandazeitschrift Das Neue Deutschland, die von den Alliierten in deutscher Sprache herausgegeben wurde. Außerdem enthielten die Briefe gefälschte Marken, die in Anlehnung an die Standard-Briefmarkenserie Reichskanzler Adolf Hitler mit dem Konterfei des „Führers“ versehen waren, jedoch bei eingehender Betrachtung Entstellungen aufwiesen, wie etwa Hitlers Gesicht als Totenschädel. Vorlage für die Marke war augenscheinlich Erwin Blumenfelds Fotocollage Hitlerfresse von 1933. Daneben war auf den Marken der Schriftzug 'Deutsches Reich' durch 'Futsches Reich' ersetzt worden. Eine Frankierung der eigentlichen Briefe mit diesen Marken hätte mit hoher Wahrscheinlichkeit zur Aufdeckung der Aktion geführt.
Die erste Mission der „Operation Cornflakes“ fand am 5. Februar 1945 statt, als ein kleiner Zug auf dem Weg nach Linz bombardiert worden war. Säcke mit insgesamt 3800 Propaganda-Briefen wurden über dem zerstörten Zug abgeworfen. Diese wurden wie beabsichtigt eingesammelt und den Bürgern durch die Reichspost zugestellt. Insgesamt wird jedoch davon ausgegangen, dass nur 3 % aller von der OSS gefälschten Briefe nicht durch Kontrollen der Deutschen Behörden entdeckt und vernichtet worden sind.
Der Effekt der Operation Cornflakes wird insgesamt als gering angesehen. Abgesehen von gewissen Verzögerungen in der Postzustellung, die durch die zusätzlichen Zensurmaßnahmen hervorgerufen worden sind, war kaum ein „psychologischer Schaden“ erkennbar.
Nach dem Ende der Operation versuchte man durch Befragen von Kriegsgefangenen herauszufinden, inwieweit die psychologischen Maßnahmen durch die gefälschten Briefe eine Auswirkung auf das Verhalten der Soldaten hatte. Man kam auf eine geschätzte Anzahl von etwa 10.000 Soldaten, die sich mehr oder weniger durch die subversiven Maßnahmen haben beeinflussen lassen. Bei einer Produktion von etwa 30.000.000 gefälschten Briefen, Briefmarken, Zeitschriften usw. darf der Gesamteffekt somit als recht unbedeutend betrachtet werden. Die Effekte der sogenannten Operation Pig Iron, bei der ausschließlich die Propagandazeitschrift Das Neue Deutschland verbreitet wurde, werden dagegen als viel höher eingeschätzt. Dies geschah durch Abwürfe von Miniaturausgaben der Zeitschrift durch Flugzeuge.